# Zachvatkinibates lobatus
Zachvatkinibates lobatus är en kvalsterart som först beskrevs av Hammer 1977.  Zachvatkinibates lobatus ingår i släktet Zachvatkinibates och familjen Punctoribatidae. Inga underarter finns listade i Catalogue of Life.